# ایدا اپلبروگ
ایدا اپلبروگ (انگلیسی: Ida Applebroog; ۱۱ نوامبر ۱۹۲۹ – ۲۱ اکتبر ۲۰۲۳) نقاش، مجسمه‌ساز، و طراح اهل ایالات متحده آمریکا بود که در آثارش بیشتر به موضوع‌های مانند جنسیت، هویت جنسی، خشونت و سیاست می‌پرداخت. او برندهٔ جوایزی همچون بورسیه مک‌آرتور و کمک‌هزینه گوگنهایم شده بود.